# Pechbusque
Pechbusque – miejscowość i gmina we Francji, w regionie Oksytania, w departamencie Górna Garonna.
Według danych na rok 1990 gminę zamieszkiwały 522 osoby, a gęstość zaludnienia wynosiła 166 osób/km² (wśród 3020 gmin regionu Midi-Pireneje Pechbusque plasuje się na 574. miejscu pod względem liczby ludności, natomiast pod względem powierzchni na miejscu 1634.).